# Heżar
Heżar (kurd. Heżar, هه‌ژار; pers. ‏هژار‎, Hażar), właśc. Abdurrahman Szarafkandi (ur. 1921 w Mahabad, zm. 21 lutego 1991 w Karadż) – kurdyjski prozaik, poeta oraz tłumacz pochodzący z Iranu.

## Życiorys
Heżar w dzieciństwie uczęszczał do szkoły koranicznej w Mahabadzie, a następnie w Szarafkandzie, niedaleko Bukan. Tam poznał kurdyjskiego pisarza Hemina Mukrijaniego oraz polityka i lidera Partii Kurdyjskiego Odrodzenia Abd ar-Rahmana Dabihiego. Od młodych lat interesował się polityką, dlatego w 1942 zapisał się do partii kierowanej przez swojego szkolnego kolegę. W 1945 roku wydał swoją pierwszą książkę, którą był zbiór wierszy zatytułowany Alakok. Rok później zaangażował się w działania mające na celu utworzenie Republiki Mahabadzkiej. Jednak, po krótkim istnieniu kurdyjskiej republiki, zmuszony był do ucieczki z Iranu. Osiedlił się w Iraku, gdzie spędził kolejne 30 lat.
W irackim Kurdystanie, w latach 60. przyłączył się do ruchu niepodległościowego kierowanego przez Mustafę Barzaniego. Prowadził radio Głos Irackiego Kurdystanu oraz oficjalną gazetę Demokratycznej Partii Kurdystanu, Xebat. W czasie trwania iracko-kurdyjskiego porozumienia z 11 marca 1970, pełnił rolę prezesa Unii Kurdyjskich Pisarzy oraz był aktywnym działaczem Kurdyjskiej Akademii Nauk.
Kiedy w 1975 roku porozumienie pomiędzy Autonomią Kurdyjską a Irakiem zostało zerwane, Heżar wrócił do Iranu, gdzie osiedlił się w Karadż, gdzie już pozostał do końca swojego życia. Tam poświęcił się badaniom nad językiem kurdyjskim oraz tłumaczeniom z języka arabskiego na perski. Najbardziej znaczącymi owocami jego pracy z tamtego okresu było wydanie w 1990 roku książki Hanbāna borina, czyli słownika kurdyjsko-perskiego, oraz przetłumaczenie na język perski Kanonu medycyny autorstwa Awicenny, które to było pierwszym pełnym perskim tłumaczeniem owego dzieła.
Zmarł 21 lutego 1991 roku w Karadżu. Został pochowany na cmentarzu Bodāq w Mahabad.

### Twórczość
Heżar jako poeta, zaliczany jest do grupy poetów „okresu przejściowego”, których twórczość charakteryzowała się klasycystyczną formą oraz dużym patriotycznym i społecznym zaangażowaniem. Swoje wiersze pisał prostym oraz bezpośrednim językiem. Było to powodowane jego wiarą w społeczną misję istnienia sztuki oraz chęć, aby jego teksty mogły być czytane przez wszystkich i nie napotykały trudności interpretacyjnych.

## Wybrane publikacje

### Autorstwa Heżara
- Alakok (zbiór wierszy)
- Dîwana helbesta Bu Kurdistan (zbiór wierszy)
- Hanbāna borina (słownik kurdyjsko-perski)
- Češti miyewar (autobiografia)

### Tłumaczenia
- Vergêra MemoZîn bi soranî (tłumaczenie dzieła Mem û Zîn Ahmad-i Chaniego z dialektu kurmandżi na sorani)
- Sharafnama (tłumaczenie dzieła Sharafa Khana Bidlisiego z perskiego na dialekt sorani)
- Çarînekanî Xeyam (tłumaczenie czterowierszy Omara Chajjama z perskiego na kurdyjski)
- Vergêra Quranê bi Kurdî (tłumaczenie Koranu na język kurdyjski)
- Tłumaczenie Kanonu medycyny z arabskiego na perski
- Sifra bê biraneve (tłumaczenie tekstu autorstwa Ali Szari’atiego z perskiego na kurdyjski)